# Lissonota kambaitensis
Lissonota kambaitensis är en stekelart som beskrevs av Dali Chandra och Gupta 1977. Lissonota kambaitensis ingår i släktet Lissonota och familjen brokparasitsteklar. Inga underarter finns listade i Catalogue of Life.